# Gunnar Björling
Gunnar Björling (ur. 31 maja 1887 w Helsinkach, zm. 11 lipca 1960 tamże) – fiński poeta szwedzkojęzyczny.

## Życiorys
Był synem urzędnika pocztowego Edvarda i Lydii. Dzieciństwo i młodość spędził w Helsinkach, Viipuri i Kangasali. W 1901 wstąpił do szkoły wojskowej w Fredrikshamn, jednak rok później wrócił do Helsinek i włączył się do ruchu walki z rusyfikacją Finlandii. W 1915 ukończył studia filozoficzne na Uniwersytecie w Helsinkach i został nauczycielem, jednak niedługo potem, jako ateista i homoseksualista, porzucił karierę nauczycielską (do 1971 homoseksualizm był nielegalny w Finlandii). Jako poeta zadebiutował w wieku 35 lat zbiorem Vilande dag dzięki wsparciu Hagar Olsson. W swojej twórczości pozostawał pod wpływem relatywizmu Westermarcka. W 1930 opublikował tom poezji Kiri-ra!, a w 1933 Solgrönt (Słoneczna zieleń). Podczas wojny kontynuacyjnej bomba lotnicza zniszczyła wszystkie jego manuskrypty. Obok Södergran i Diktoniusa jest zaliczany do czołowych przedstawicieli modernizmu szwedzko-fińskiego. Jego twórczość, jako nazywanego przez współczesnych ostatnim europejskim dadaistą, wykazuje ścisłe powiązania ze zjawiskami i atmosferą lat 20. XX w. Charakterystyczny dla niego jest aforystyczny styl i użycie środków wyrazu znamiennych dla tzw. formy otwartej, m.in. w zbiorze O finns en dag(Och, był taki dzień, 1944).